# Nicole Bolton
Nicole Elizabeth Bolton (* 17. Januar 1989 in Perth, Australien) ist eine ehemalige australische Cricketspielerin, die zwischen 2014 und 2019 für die australische Nationalmannschaft spielte.

## Aktive Karriere
Bolton gab ihr Debüt für Western Australia kurz nach ihrem 16. Geburtstag. In der Saison 2011/12 stieg sie zu deren Kapitän auf und konnte dann im folgenden Jahr herausragen. Ihr Debüt in der Nationalmannschaft gab sie im Januar 2014 gegen England. Bei ihrem WODI-Debüt erzielte sie ein Century über 124 Runs aus 152 Bällen und wurde als Spielerin des Spiels ausgezeichnet. Auch spielte sie bei der Tour ihr erstes WTwenty20, konnte sich jedoch in diesem Format nicht im Nationalteam etablieren. Im Mai 2014 erhielt sie einen Vertrag mit dem australischen Verband. In der Saison 2014 absolvierte sie eine WODI-Serie gegen Pakistan, wo ihr ein Fifty über 81* Runs gelang, wofür sie erneut ausgezeichnet wurde. Zu Beginn der Saison 2014/15 gelangen ihr zwei weitere Fifties gegen die West Indies (59 und 76 Runs). Bei der Ashes Tour 2015 gab sie ihr WTest-Debüt in England. Im Februar 2016 erreichte sie ein weiteres Fifty gegen Indien. Zum Ende der Saison 2016 erzielte sie in Sri Lanka ein Fifty (64 Runs) und ein Century über 113 Runs aus 146 Bällen. Für letzteres wurde sie erneut ausgezeichnet. Auch absolvierte sie bei dieser Tour ihr letzten WTwenty20. In der Saison 2016/17 konnte sie zwei weitere Fifties (77* und 63 Runs) gegen Südafrika beisteuern.
Sie wurde dann für den Women’s Cricket World Cup 2017 nominiert, wo ihr im ersten Spiel gegen die West Indies ein Century über 107* Runs aus 116 Bällen gelangen, wofür sie als Spielerin des Spiels ausgezeichnet wurde. In der folgenden Partie gegen Sri Lanka erreichte sie ein Fifty über 60 Runs und konnte auch als Bowlerin mit zwei Wickets (2/18) in Erscheinung treten. Im letzten Gruppenspiel gegen Südafrika erzielte sie erneut ein Fifty (79 Runs), bevor das team im Halbfinale an Indien scheiterte. Zu Beginn der Saison 2017/18 folgten zwei Fifties (66 und 62 Runs) gegen England. Bei einer Tour in Indien konnte sie dann im März 2018 erst ein Century über 100* Runs aus 101 Bällen und dann ein Fifty (84 Runs) erzielen. Sie wurde für den ICC Women’s World Twenty20 2018 nominiert, erhielt dort jedoch keinen Einsatz. In der Saison 2018/19 brach sie die Women’s Big Bash League 2018/19 vorzeitig ab, kam jedoch für die Tour in England in der Saison 2019 wieder zurück ins Team. Die Pause erklärte sie später mit mentalen Problemen. nach der Tour in England zog sie sich abermals zurück. Sie spielte dann erneut in der australischen nationalen Saison für Western Australia, mit denen sie die Women’s National Cricket League 2019/20 gewann. Sie verlor kurz darauf ihren Vertrag mit dem australischen Verband. Im Oktober 2021 zog sie sich dann auch bei Western Australia zurück und spielte daraufhin weiter für die Sydney Sixers in der Women’s Big Bash League 2021/22. Nach dem Finaleinzug bei der Women’s Big Bash League 2022/23 verkündete sie dann ihren Rücktritt von allen Formen des Crickets.

## Nach der aktiven Karriere
Nach ihrem Rücktritt bei Western Australia arbeitete sie als Community Managerin für das Australian Football in Western Australia. Im Jahr 2023 kam sie dann zurück als Coach im Cricket, wo sie unter anderem Assistenz-Trainerin bei Adelaide Strikers und South Australia wurde.